# لاکهفورد (کالیفرنیا)
لاکهفورد (به انگلیسی: Lockeford) یک منطقهٔ مسکونی در ایالات متحده آمریکا است که در شهرستان سن ژواکین، کالیفرنیا واقع شده‌است. لاکهفورد ۲۱٫۷۲۳ کیلومتر مربع مساحت و ۳٬۲۳۳ نفر جمعیت دارد و ۳۱ متر بالاتر از سطح دریا واقع شده‌است.